# Chrysiridia croesus
Chrysiridia croesus (denominada popularmente, em inglês, African Sunset moth) é uma mariposa, ou traça, diurna da família Uraniidae, encontrada no leste da região afro-tropical, em Zanzibar, Tanzânia, Quénia, Zimbabwe e Moçambique. Foi classificada por Carl Eduard Adolph Gerstaecker, com a denominação de Thaliura croesus, em 1871. Suas lagartas se alimentam de plantas do gênero Omphalea. Esta espécie é aparentada com Chrysiridia rhipheus, conhecida por Rainha-de-Madagáscar e considerada a mariposa mais bonita do mundo.